# Situativo
Il situativo è un caso avverbiale presente nel finnico. Usato per descrivere il rapporto spaziale tra due elementi comparati, si ottiene posponendo le particelle -kkain o -kkäin a un numero limitato di avverbi. Non esiste la forma plurale.
Esempi:
- sisäkkäin = l'un dentro l'altro
- vastakkain = l'un contro l'altro